# Lafresnaya lafresnayi
Lafresnaya lafresnayi là một loài chim trong họ Chim ruồi.